# 騶忌角殼灰介
騶忌角殼灰介（学名：Cornucoquimba tzouchii）为半花介科角殼灰介屬下的一个种。